# المنتدى الإسلامي العالمي للحوار
المنتدى الإسلامي العالمي للحوار (بالإنجليزية: International islamic forum for dialogue)، منظمة غير ربحية تأسست عام 1996 للنهوض بمهمة الحوار، وتأصيل مفاهيمه، ووضع الضوابط والآليات، وتحديد الوسائل اللازمة لتحقيق الأهداف البناءة للحوار، وللتنسيق بين المنظمات الإسلامية في هذا الميدان. فهو ينسق بين أكثر من 100 منظمة إسلامية غير حكومية، في جميع أنحاء العالم.

## عضوية المنتدى
ممثلي الهيئات الأعضاء في المجلس الإسلامي العالمي للدعوة والإغاثة، ومن الشخصيات الإسلامية المهتمة بالحوار ومنهم ممثلي:
| - الأزهر الشريف - القاهرة - رابطة العالم الإسلامي - مكة المكرمة - مؤتمر العالم الإسلامي - كراتشي - المؤتمر الإسلامي العام لبيت المقدس - الأردن - الندوة العالمية للشباب الإسلامي - الرياض - مجمع أبو النور الإسلامي - دمشق - وزارة الأوقاف والشؤون الإسلامية - المغرب - المجلس الأعلى الأندونيسي للدعوة الإسلامية - جاكرتا - الاتحاد الإسلامي للمنظمات الطلابية - تركيا - الاتحاد الإسلامي لأمريكا الشمالية - أمريكا | - المجلس الإسلامي العالمي - لندن - اتحاد المنظمات الإسلامية في فرنسا - فرنسا - اتحاد المنظمات الإسلامية في أوروبا- سويسرا - وزارة الشؤون الإسلامية والأوقاف - دبي - وزارة الأوقاف والشؤون الإسلامية - قطر - وزارة الأوقاف والشؤون الإسلامية - الكويت - الجامعة الأمريكية المفتوحة - أمريكا - منظمة الدعوة الإسلامية - السودان - دار الفتوى - لبنان - جمعية الوقف الإسلامي للتربية والارشاد - نيجيريا |

## اتفاقيات للحوار
أبرم المنتدى الإسلامي العالمي للحوار اتفاقيات للحوار مع عدد من المنظمات والهيئات العالمية منها:
- المجلس البابوي للحوار بين الأديان[2] ـ الفاتيكان.
- المجلس الكاثوليكي الإسباني ـ مدريد ـ إسبانيا.
- المجلس الوطني الأمريكي لكنائس المسيح ـ أمريكا.
- المجلس البوذي العالمي - تايبيه ـ تايوان.
- مجلس الصداقة الشعبية العالمية ـ السودان.
- مجلس الكنائس العالمي ـ جنيف، سويسرا.
- مركز المجد القومي الروسي ـ موسكو ـ روسيا.
- معهد الشرق الأوسط للسلام والتنمية ـ نيويورك.
- مجلس كنائس الشرق الأوسط[3] - القاهرة